# Ernst Schimmelmann
Ernst Heinrich von Schimmelmann, född den 4 december 1747 i Dresden, död den 9 februari 1831 i Köpenhamn, var en dansk greve, stats- och finansman, son till Heinrich Schimmelmann.
Schimmelmann blev redan 1773 deputerad i kommers- och 1776 därtill i finanskollegiet samt 1782 handels- och 1784 finansminister. Dessa två ämbeten behöll han ända till december 1813 och ledde alltså landets finanser först under en period av välmåga, sedan under en tid, då de och hela penningväsendet råkade i det sorgligaste tillstånd. Schimmelmann sökte efter bästa förmåga förhala katastrofen och motarbetade den olycksaliga sedelfabrikationen, som slutligen medförde statsbankrutt; men han beskylldes dock efteråt att ha vållat hela olyckan. Från början var han motståndare till Guldberg och medverkade väsentligt till hans fall. År 1788 fick han säte och stämma i statsrådet och var efter Bernstorffs död 1797 Danmarks premiärminister; men sedan 1807 lyssnade Fredrik VI blott föga till hans råd (Schimmelmann ogillade förbundet med Frankrike). Efter sitt avsked från ministerposten förblev han dock medlem av statsrådet och övertog 1824 utrikesministeriet, som han styrde till sin död.
Medan fadern var utpräglad affärsman, var sonen närmast idealist. Han var mycket nitisk att få till stånd förbud mot slavhandeln 1792 och att förbättra de svartas villkor; likaså befordrade han som godsägare på Lindenborg hoveriets avskaffande, jordlotternas utskiftning och byggande av skolor. Genom industriella företag och stor frikostighet satte han till den ärvda förmögenheten och efterlämnade betydliga skulder. Han var varm vän av vetenskap och litteratur, blev 1797 president i Videnskabernes selskab och understödde villigt skalderna, särskilt Baggesen, lämnade också flera år Schiller och senare hans änka god hjälp. År 1810 författade Schimmelmann på tyska en uppmaning till sammanslutning mellan de nordiska folken.